# Ergican Saydam
Ergican Saydam (Istanbul, 28 de març de 1929 - 21 de desembre de 2009) fou un pianista clàssic turc. Va fer els estudis de música al Conservatori Municipal d'Istanbul entre 1943 i 1953, i fou alumne de Friedrich Wührer a Múnic, entre 1955 i 1959. Es va graduar a la Facultat de Dret de la Universitat d'Istanbul. Ergican Saydam va fer més de dos mil concerts en tot el món. També fou professor del Conservatori d'Istanbul. Les seves memòries han estat publicades per la seva filla Ezgi Saydam (en turc ezgi significa melodia) amb el nom Taburede 60 Yıl (60 anys en el tamboret).